# Tournoi de Vejen
Le Tournoi World Cup de Vejen est une compétition de judo organisée à Vejen au Danemark. Une seule édition a été organisée en avril 2007 uniquement pour les femmes.

## Palmarès femmes
| World Cup | World Cup     | World Cup      | World Cup        | World Cup              | World Cup      | World Cup         | World Cup           |
| Année     | -48 kg        | -52 kg         | -57 kg           | -63 kg                 | -70 kg         | -78 kg            | +78 kg              |
| --------- | ------------- | -------------- | ---------------- | ---------------------- | -------------- | ----------------- | ------------------- |
| 2007      | Alina Dumitru | Telma Monteiro | Isabel Fernández | Elisabeth Willeboordse | Leire Iglesias | Maryna Pryshchepa | Ielena Ivachtchenko |